# Corvus palmarum
El cuervo palmero (Corvus palmarum) es una especie de ave paseriforme en la familia Corvidae. Es un ave relativamente pequeña de plumaje negro.

## Distribución y hábitat
Se lo encuentra principalmente en la gran isla caribeña de La Española, donde se encuentran la República Dominicana y Haití. Antiguamente era una especie común en Cuba pero su población se ha reducido en gran medida y se encuentra casi extinto allí. La forma cubana es un poco más pequeña y por lo general es separada como una subespecie denominada Corvus palmarum minutus. A estas dos formas se les dan los nombres comunes de  cuervo palmero de la Española y cuervo palmero cubano.
Ambas formas parece están muy relacionadas con el Corvus ossifragus de la Costa Este de Estados Unidos y dos especies más pequeñas el  Corvus imparatus y el Corvus sinaloae de México y forma un grupo de especies con ellos.
El nombre común dominicano para el cuervo palmero es cao, el cual es la onomatopeya de su llamada simple y repetitiva de esta ave. Allí es común principalmente en los bosques montanos de pino y en proximidades del lago Enriquillo.